# 李和 (北洋水師)
李和（1853年—1930年8月26日），清朝北洋水師軍官，甲午戰爭時任平遠號管帶。
李和於1853年生於廣東省三水縣，1867年考入福建馬尾船政學堂，成為該校的第一屆學生。他於1871年畢業後在“建威”號風帆訓練船上實習，不久後又被調往“揚威”號。1889年，他升任北洋水師前營都司，負責管理“鎮南”號炮艇。